# Telmatobius vilamensis
Telmatobius vilamensis är en groddjursart som beskrevs av Formas, Benavides och César C. Cuevas 2003. Telmatobius vilamensis ingår i släktet Telmatobius och familjen Ceratophryidae. IUCN kategoriserar arten globalt som otillräckligt studerad. Inga underarter finns listade i Catalogue of Life.